# FFH-Gebiet Dünen St. Peter
Das FFH-Gebiet Dünen St. Peter ist ein NATURA 2000-Schutzgebiet in Schleswig-Holstein im Kreis Nordfriesland in der Gemeinde Sankt Peter-Ording zwischen dem Außendeich und der Wohnbebauung von Sankt Peter Ording. Das FFH-Gebiet liegt am Westrand der Halbinsel Eiderstedt in der Harde Utholm im Naturraum Schleswig-Holsteinische Marschen und Nordseeinseln. Es besteht aus vier räumlich getrennten Teilgebieten. Das nördlichste Teilgebiet mit dem Dünengebiet „Beim Meere“ beinhaltet gleichzeitig die höchste Erhebung im FFH-Gebiet mit 16,6 m über NN auf der eine Aussichtsplattform errichtet wurde. Es wird im Westen durch den Außendeich, im Norden durch die Straße „Strandweg“ und im Süden durch die Dünentherme begrenzt. An der Straße „Im Bad“ geht das Teilgebiet 1 direkt in das nach Süden anschließende Teilgebiet 2 über. Zwischen der neuen Wohnbebauung im Kurviertel im Westen und der Wohnbebauung an der Landesstraße L33, „Eiderstedter Straße“ im Osten endet das Teilgebiet 2 im Süden an der Straße „Alter Badeweg“. Das kleinere Teilgebiet 3 beginnt 500 m südöstlich und liegt zwischen dem Außendeich im Süden und der Straße „Im Bad“ im Norden sowie Wohnbebauung im Westen und Osten. Das Teilgebiet 4 ist das größte Teilgebiet und beginnt 300 m südlich an der Straße zum Südstrand. Es besteht aus einem 2,3 km langem Dünenstreifen zwischen dem Außendeich und der Wohnbebauung von Sankt Peter Ording und endet im Süden am Leuchtturm. Die größte Ausdehnung des FFH-Gebietes liegt mit 5,7 km in Nordwestrichtung. Es besteht überwiegend aus dem Biotoptyp Küstendünen. Im Teilgebiet 1 im äußersten Norden zieht sich an der Innenseite des Deiches ein schmaler mit Gebüsch bewachsener Streifen entlang. Im Teilgebiet 4 im äußersten Süden befinden sich zwei kleine Stillgewässer. Das FFH-Gebiet befindet zu über 90 % im Besitz des Deich- und Hauptsielverbandes Eiderstedt. Der Rest ist im Privatbesitz und im Besitz der Gemeinde Sankt Peter Ording. Die Besonderheit dieses FFH-Gebietes liegt in der Vielfalt der FFH-Lebensraumtypen. Allein sieben verschiedene in Deutschland vorkommende Dünen-Lebensraumtypen sind dort zu finden, siehe Kapitel FFH-Erhaltungsgegenstand.

## FFH-Gebietsgeschichte und Naturschutzumgebung

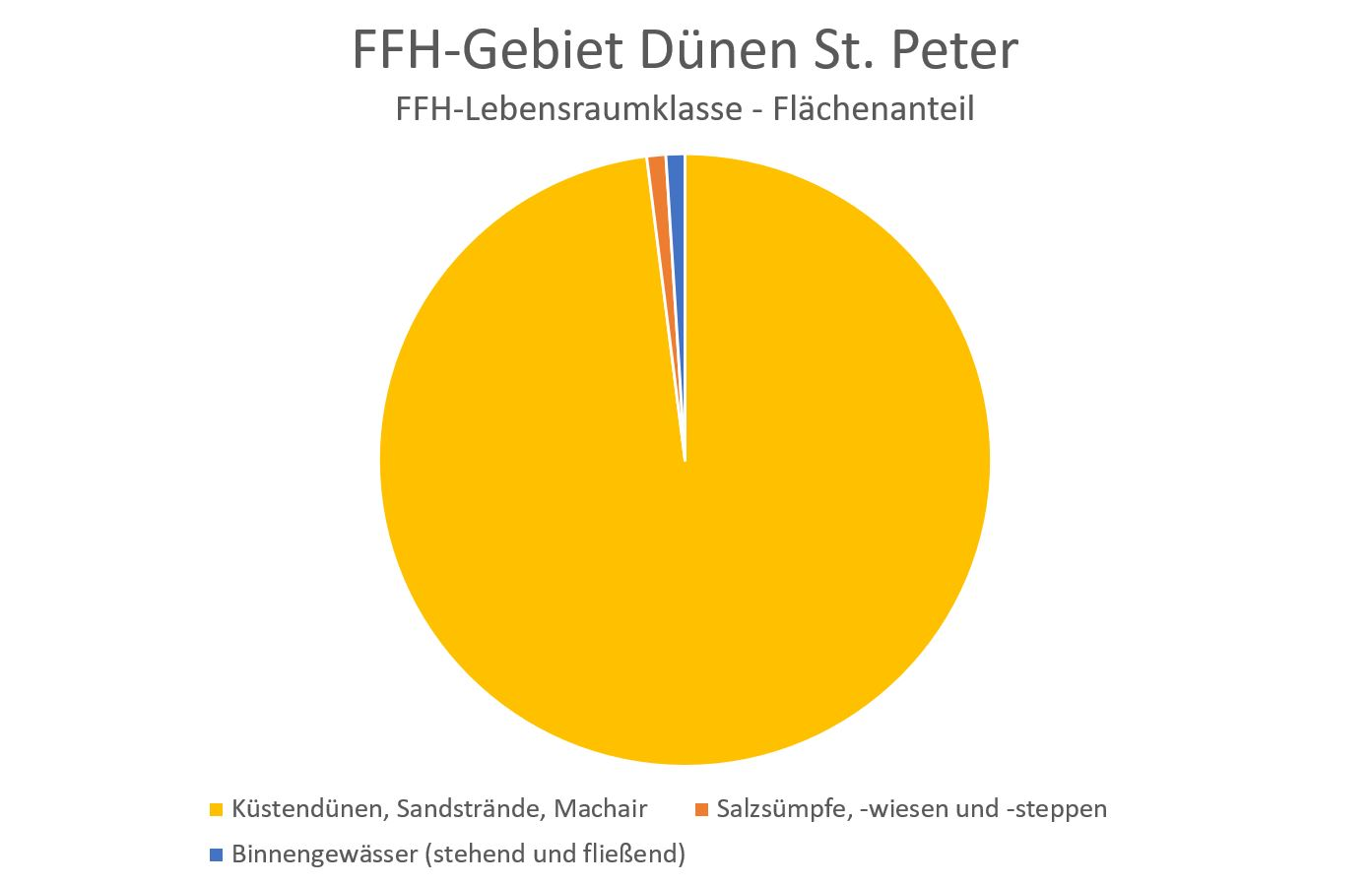
Diagramm 1: FFH-Lebensraumklasse

Der NATURA 2000-Standard-Datenbogen für dieses FFH-Gebiet wurde im November 1999 vom Landesamt für Landwirtschaft, Umwelt und ländliche Räume (LLUR) des Landes Schleswig-Holstein erstellt, im August 2000 als Gebiet von gemeinschaftlicher Bedeutung (GGB) vorgeschlagen, im Dezember 2004 von der EU als GGB bestätigt und im Januar 2010 national nach § 32 Absatz 2 bis 4 BNatSchG in Verbindung mit § 23 LNatSchG als besonderes Erhaltungsgebiet (BEG) bestätigt. Der Managementplan für das FFH-Gebiet wurde im Juli 2016 veröffentlicht. Als Betreuer geschützter Gebiete in Schleswig-Holstein gem. § 20 LNatSchG hat das LLUR für dieses FFH-Gebiet die Naturschutzgesellschaft Schutzstation Wattenmeer bestimmt. Das FFH-Gebiet besteht zu 98 % aus der FFH-Lebensraumklasse „Küstendünen“, siehe Diagramm 1. Es ist durch ein dichtes Wegenetz für den Besucher zugänglich und in das Besucher-Informationssystem (BIS) des LLUR für Naturschutzgebiete und NATURA 2000-Gebiete in Schleswig-Holstein einbezogen. Eine Vielzahl von BIS-Informationstafeln weisen auf die Entstehung und die besondere Fauna und Flora des FFH-Gebietes hin. Seit Januar 2020 gibt es ein BIS-Faltblatt zum kostenlosen Herunterladen aus dem Internet mit vielen Informationen zum FFH-Gebiet.

## FFH-Erhaltungsgegenstand

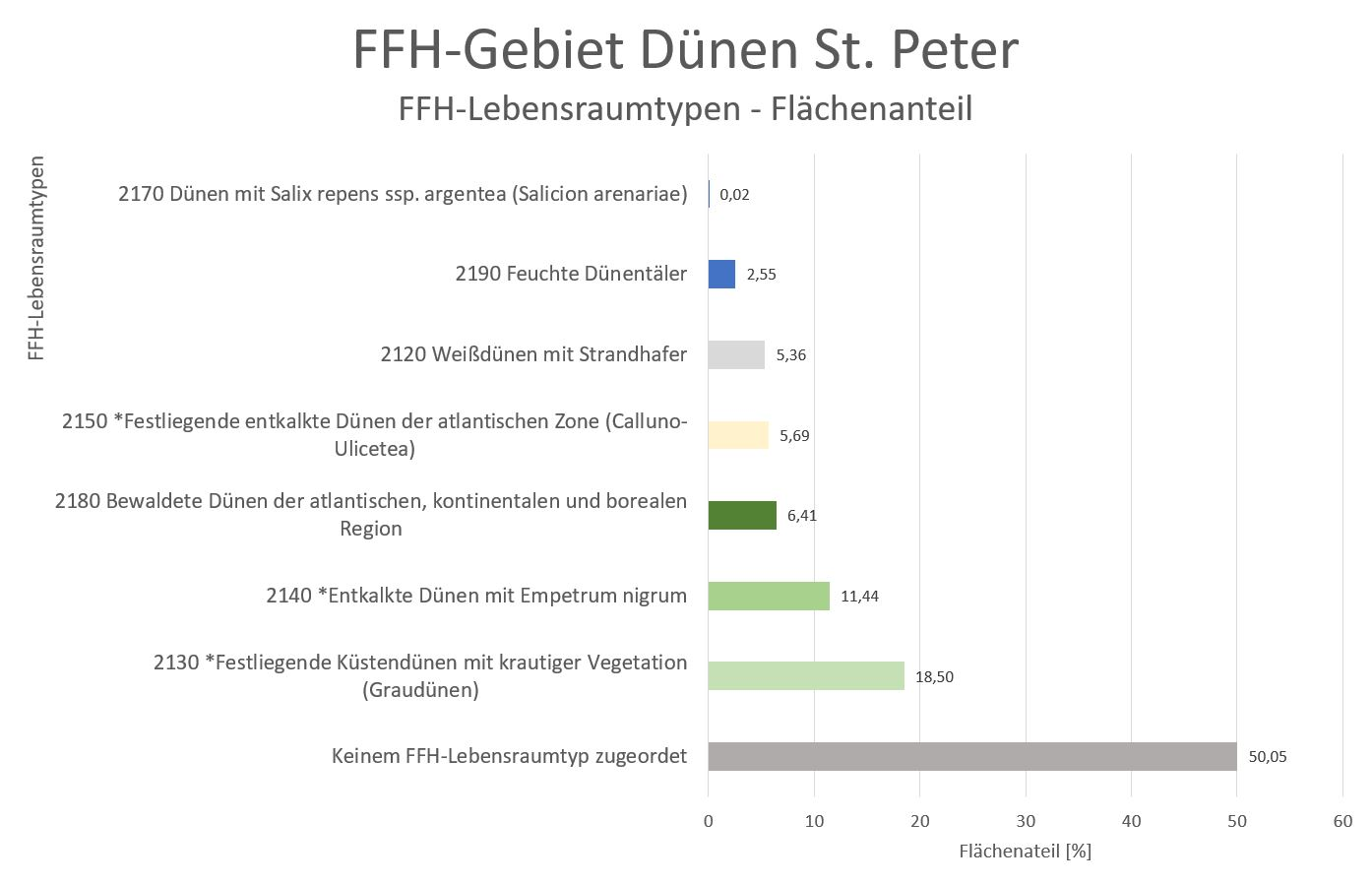
Diagramm 2: FFH-Lebensraumtypen

Laut Standard-Datenbogen vom Mai 2019 sind folgende FFH-Lebensraumtypen und Arten für das Gesamtgebiet als FFH-Erhaltungsgegenstände mit den entsprechenden Beurteilungen zum Erhaltungszustand der Umweltbehörde der Europäischen Union gemeldet worden (Gebräuchliche Kurzbezeichnung (BfN)):
FFH-Lebensraumtypen nach Anhang I der EU-Richtlinie (*: prioritäre Lebensraumtypen):
- 2120 Weißdünen mit Strandhafer (Gesamtbeurteilung B)[12]
- 2130* Graudünen mit krautiger Vegetation (Gesamtbeurteilung B)[13]
- 2140* Küstendünen mit Krähenbeere (Gesamtbeurteilung B)[14]
- 2150* Küstendünen mit Besenheide (Gesamtbeurteilung B)[15]
- 2170 Dünen mit Salix repens ssp. argentea (Salicion arenariae) (Gesamtbeurteilung B)[16]
- 2180 Bewaldete Küstendünen (Gesamtbeurteilung B)[17]
- 2190 Feuchte Dünentäler (Gesamtbeurteilung B)[18]

Alle FFH-Erhaltungsgegenstände weisen eine gute Gesamtbeurteilung auf.

## FFH-Erhaltungsziele
Aus den oben aufgeführten FFH-Erhaltungsgegenständen werden als FFH-Erhaltungsziele von besonderer Bedeutung die Erhaltung folgender Lebensraumtypen und Arten im FFH-Gebiet vom Ministerium für Energiewende, Landwirtschaft, Umwelt und ländliche Räume des Landes Schleswig-Holstein erklärt:
- 2120 Weißdünen mit Strandhafer[20]
- 2130 *Graudünen mit krautiger Vegetation[21]
- 2140 *Küstendünen mit Krähenbeere[22]
- 2150 *Küstendünen mit Besenheide[23]
- 2170 Dünen mit Kriech-Weide[24]
- 2180 Bewaldete Küstendünen[25]
- 2190 Feuchte Dünentäler[26]

Damit werden alle FFH-Erhaltungsgegenstände des FFH-Gebietes zu FFH-Erhaltungszielen von besonderer Bedeutung erklärt. Die Karte vom 20. Januar 2016 enthält nur die Verbreitung der Lebensraumtypen 2120, 2130, 2150, 2180 und 2190. nicht die der Lebensraumtypen 2140 und 2170.

## FFH-Analyse und Bewertung

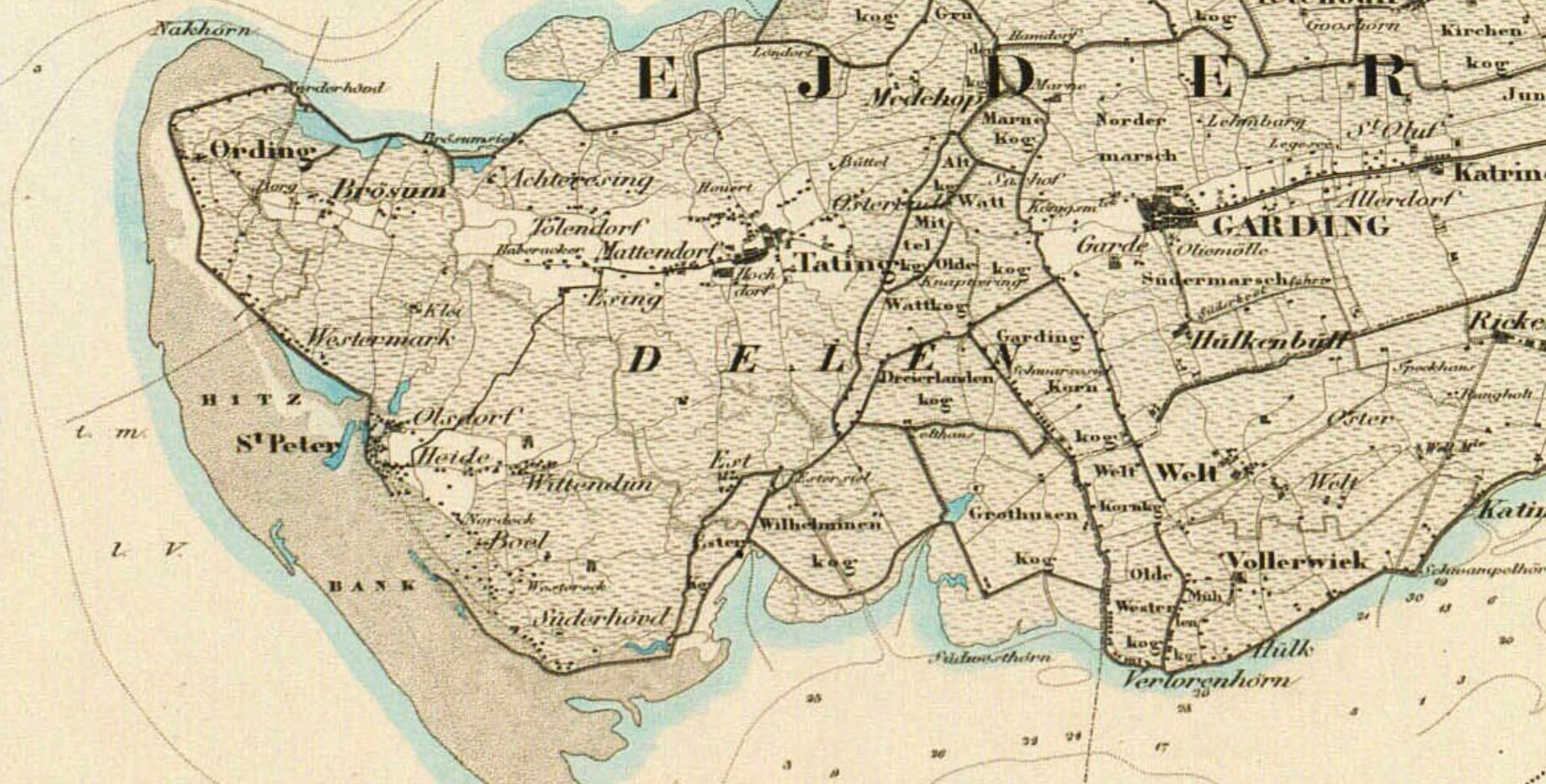
Bild 1: St. Peter um 1858

Das Kapitel FFH-Analyse und Bewertung im Managementplan beschäftigt sich unter anderem mit den aktuellen Gegebenheiten des FFH-Gebietes und den Hindernissen bei der Erhaltung und Weiterentwicklung der FFH-Lebensraumtypen. Die Ergebnisse fließen in den FFH-Maßnahmenkatalog ein. Das FFH-Gebiet war in der Mitte des 19. Jahrhunderts mit Heide bedeckt. Der heutige Wald fehlte vollständig, siehe Bild 1. Dieser Zustand wird sich durch die Zersiedelung und die Aufforstungen der jüngeren Vergangenheit nicht wieder herstellen lassen. Erklärtes Ziel ist es, den Waldumbau durch Entnahme nicht heimischer Nadelbäume langfristig hin zu einem Laubwald mit Eichen und Zitterpappeln umzubauen. Die stark verbuschten Heidereste sollten durch Entkusselungsmaßnahmen offen gehalten werden, um der Heidevegetation und der Zauneidechse bessere Lebensbedingungen zu bieten. Der starken Ausbreitung von Neophyten muss Einhalt geboten werden. Hierzu zählen der Knöterich, die Kartoffelrose, die Späte Traubenkirsche und die Felsenbirne. Da wo es möglich ist, sollten die Grundwasserstände durch Verschluss von Abflüssen im FFH-Gebiet angehoben werden.

## FFH-Maßnahmenkatalog
Der FFH-Maßnahmenkatalog im Managementplan führt neben den bereits durchgeführten Maßnahmen geplante Maßnahmen zur Erhaltung und Entwicklung der FFH-Lebensraumtypen im FFH-Gebiet an. Konkrete Empfehlungen sind in 14 Maßnahmenblättern und einer Maßnahmenkarte beschrieben.

## FFH-Erfolgskontrolle und Monitoring der Maßnahmen
Eine FFH-Erfolgskontrolle und Monitoring der Maßnahmen findet in Schleswig-Holstein alle sechs Jahre statt. Der Managementplan wurde 2016 veröffentlicht. Somit wäre 2022 die nächste FFH-Erfolgskontrolle fällig.